# 네나드 클랴이치

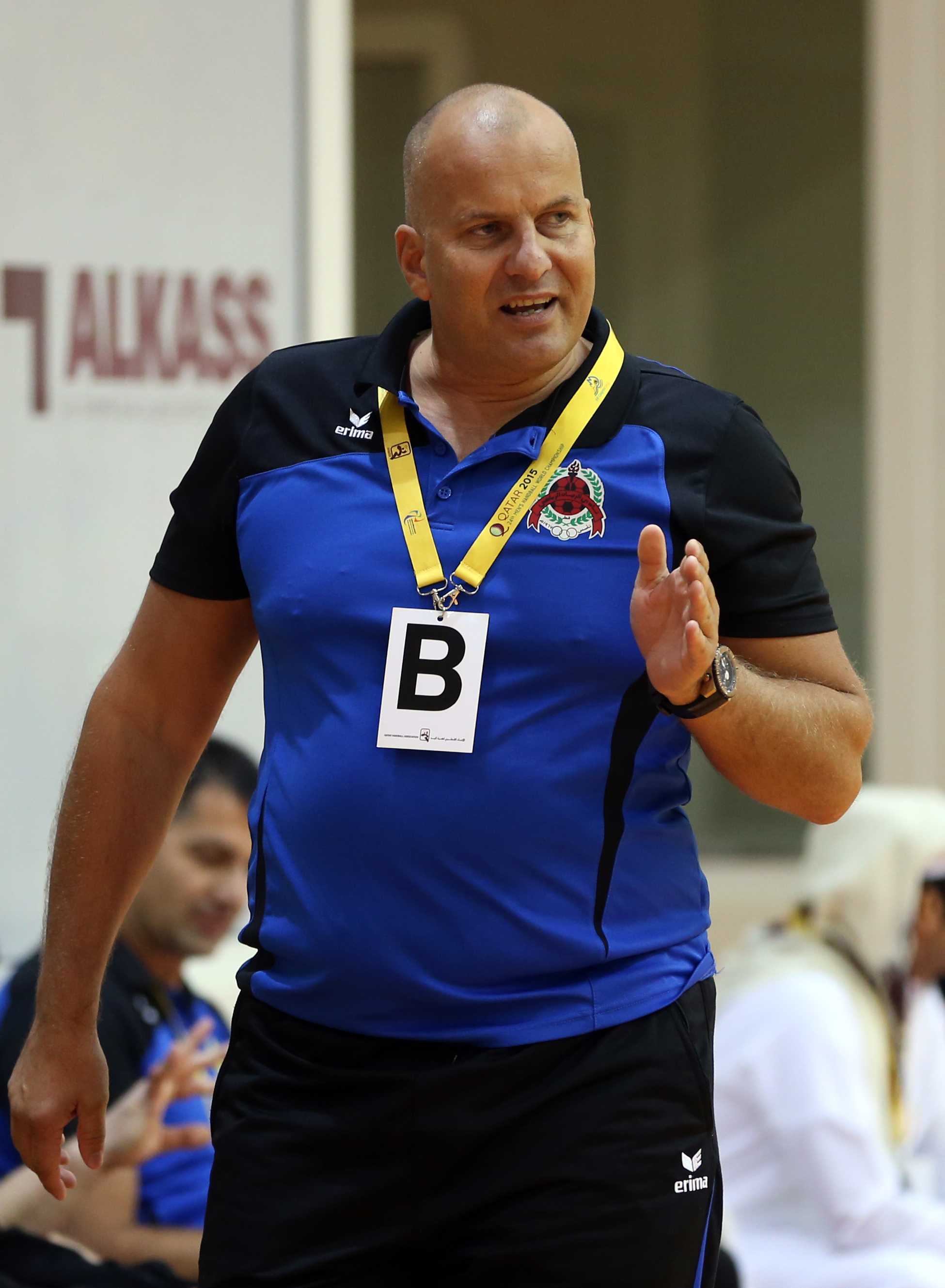
알라이얀 SC 감독 시절의 클랴이치(2014년)

네나드 클랴이치(크로아티아어: Nenad Kljaić, 1966년 12월 21일~)는 유고슬라비아와 크로아티아의 핸드볼 선수, 지도자이다. 현역 시절 당시 포지션은 피벗이며, 현재 세르비아 대표팀의 감독을 맡고 있다. 현역 시절에 RK 자그레브 소속으로 EHF 챔피언스리그에서 2회 우승했으며, 크로아티아 대표팀의 일원으로  1996년 하계 올림픽에서 우승했다.
은퇴 후에는 지도자가 되어 사우디아라비아 대표팀 감독 등을 맡았다.